# NGC 6631
NGC 6631 este o galaxie situată în constelația Scutul. A fost descoperită în 12 iulie 1836 de către John Herschel.